# Polnischer David-Psalter

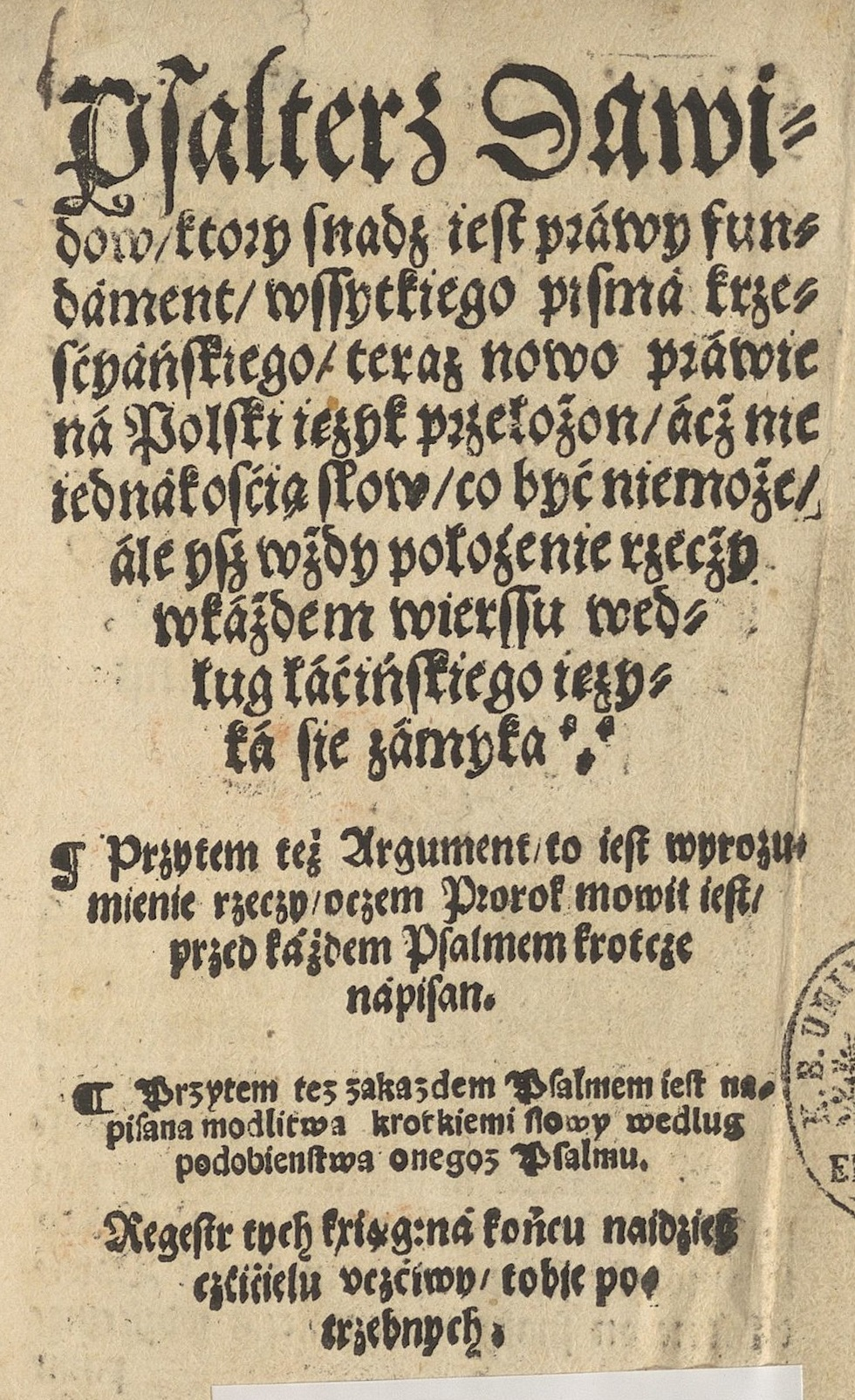
Titelseite Krakau 1543

Der David-Psalter (polnisch Psałterz Dawidów) ist eine zwischen 1541 und 1546 entstandene Übersetzung des Psalters aus dem Lateinischen ins Polnische durch einen unbekannten Autor. Zugeschrieben wird die Übersetzung dem polnischen Humanisten und Dichter Mikołaj Rej.

## Geschichte
Der Psalter erschien anonym ohne Angabe des Autors, Erscheinungsjahr oder Verleger. Die Erstausgabe erschien zwischen 1541 und 1546, die zweite Ausgabe um 1550. Der Psalter wird dem Stil nach Mikołaj Rej zugeschrieben. Obwohl der Psalter einen römisch-katholischen Charakter hat, schließt dies die Autorschaft Rejs nicht aus. Zwar war Rej gegenüber der Reformation offen, er wurde jedoch erst später endgültig zum Calvinisten. Für Rej als Autor spricht auch die Widmung des Psalters an König Sigismund I. und eine Anrede an den Leser in Form eines Gedichts, das dem Stil Rejs entspricht.
Der Text ist eine freie Prosabearbeitung der lateinischen Psalmenparaphrase Psalmorum omnium ... paraphrastica interpretatio von Johannes Campensis. Das Werk von Campensis ist seinerseits von Johannes Dantiscus inspiriert und wurde 1532 in Krakau veröffentlicht.

## Textausgaben
- Digitalisat des Drucks von 1543
- Mikołaj Rej: Psałterz Dawidów. 1543. Universität Łódź, 2022, ISBN 978-83-8331-002-2